# 横井照子ひなげし美術館
横井照子ひなげし美術館（よこいてるこひなげしびじゅつかん）は、スイス在住の洋画家である横井照子の作品展示と保存を目的として、2004年に岐阜県恵那市に開館した美術館。
岐阜県まちかど美術館・博物館に登録されている。

## 建物
- 初夏には敷地内に多くのヒナゲシの花が咲く。
- 岐阜県吉城郡上宝村と大野郡清見村（現高山市）の集落より、明治初期の板倉を二棟を移築し改修したものである。土台の敷石もそのまま運んできたものを使用している。
- 外回りの石垣は、恵那市中野方町の坂折棚田の石を積み上げている。

## 所在地
- 岐阜県恵那市大井町2632-105 恵那川上屋東

## 利用案内
- 開館時間 午前10時〜午後5時（入館は午後4時30分まで）
- 休館日 毎週月曜日（祝日の場合は翌日）・年末年始（展示替えの為に臨時に休館することがある）
- 入館料 大人400円
- 小・中・高校生300円（団体10名より100円割引）

## 周辺
- 恵那峡
- 恵那川上屋

## アクセス
- JR中央本線恵那駅から東濃鉄道バス「恵那峡」または「蛭川和田」行きで20分。「土々ヶ根」バス停で下車後、徒歩10分
- 中央自動車道恵那ICより国道19号を長野方面へ進み、岐阜県道401号恵那峡公園線を恵那峡方面へ左折し約10分